# Vrbno, Šentjur
Vrbno este o localitate din comuna Šentjur, Slovenia, cu o populație de 409 locuitori.